# حوزه‌های انتخابیه مجلس شورای اسلامی
فهرست حوزه‌های انتخاباتی مجلس شورای اسلامی جمهوری اسلامی ایران در انتخابات نهمین دورهٔ مجلس شورای اسلامی سال ۱۳۹۰–۹۱.
مجلس شورای اسلامی روی هم ۲۰۸ حوزه مربوط به استان‌ها و اقلیت‌های دینی در کشور ایران شامل ۲۹۰ نماینده دارد.
حوزه‌های انتخاباتی، مجلس شورای اسلامی بر پایهٔ شهرستان‌ها در استان‌ها تقسیم‌بندی شده‌است و هر حوزه حداقل یک نماینده در مجلس دارد. در برخی موارد بخشی از یک شهرستان به حوزه‌ای دیگر پیوسته‌است. دو تا از حوزه‌ها یعنی قوچان و فاروج (حوزه انتخاباتی) و فردوس، طبس، سرایان و بشرویه (حوزه انتخابی) بین دو استان مشترک بود اما پس از الحاق مجدد شهرستان طبس به خراسان جنوبی، تنها قوچان و فاروج (حوزه انتخاباتی) است که بین دو استان یعنی خراسان رضوی و خراسان شمالی مشترک است.
بر طبق قانون اساسی می‌توان پس از هر ده سال حداکثر ۲۰ نفر نماینده اضافه کرد. در سال ۱۳۷۸ و پیش از انتخابات مجلس ششم شمار نمایندگان به ۲۹۰ نفر افزایش یافت.

## پیشینه
قانون اساسی جمهوری اسلامی ایران در سال ۱۳۵۸ برای کشور ۲۷۰ نماینده در نظر گرفته‌بود و بنا بود پس از هر ده سال به نسبت هر ۱۵۰٬۰۰۰ نفر یک نماینده افزوده شود. این قانون دربارهٔ اقلیت‌ها نیز برقرار بود.
با بازنگری در قانون اساسی به سال ۱۳۶۸ قانون اصلاح شد ضمن تکرار همان ۲۷۰ نفر، بدون تعیین جمعیت بنا شد پس از هر ده سال با نظر گرفتن عوامل انسانی، سیاسی، جغرافیایی و نظایر آنها حداکثر بیست نفر نماینده بتواند اضافه شود.
مجلس دوم در ۳۰ فروردین ۱۳۶۶ قانون تعیین محدوده‌های حوزه‌های انتخاباتی مجلس را تصویب کرد و در جدولی ۱۹۶ حوزه برای ۲۷۰ نماینده را به تصویب رساند. ۳ اردیبهشت شورای نگهبان قانون را تأیید کرد.
مجلس سوم در ۱۷ دی ۱۳۷۰ قانون میزان تأثیر تغییرات تقسیمات کشوری در محدودهٔ حوزه‌ها را تصویب کرد. طبق این قانون وزارت کشور مکلف شد که تغییرات جغرافیایی را در محدودهٔ حوزه‌های انتخاباتی مصوب سال ۱۳۶۶ اعمال نماید. همچنین در آن مصوبه تغییر مختصری در حوزه‌ها اعمال شد.
مجلس چهارم در ۲۲ آذر ۱۳۷۴ قانون اصلاح جدول حوزه‌های انتخاباتی به تصویب رساند و ۲۶ام همان ماه به تأیید شورای نگهبان رسید.
مجلس پنجم در ۱۲ آبان ۱۳۷۸ ضمن اصلاح دوبارهٔ جدول حوزه‌ها تعداد نمایندگان را از ۲۷۰ نفر به ۲۹۰ نفر افزایش داد و ۱۹ام همان ماه به تأیید شورای نگهبان رسید.
مجلس ششم در ۲۹ اردیبهشت ۱۳۸۳ طرح تقسیم خراسان به سه استان و تعیین شهرستان‌ها را تصویب کرد.
اواخر مجلس هشتم به بعد نمایندگان در پی اصلاحاتی در حوزه‌ها برآمده‌اند.

## آمار حوزه‌ها
آمار حوزه‌های انتخابیه مجلس شورای اسلامی مصوب ۱۳۷۸ با توجه به تغییرات تا سال ۱۳۹۴:
| استان               | حوزه‌ها | کرسی | پیشنهاد افزایش کرسی | جمعیت (۱۳۹۵) | نسبت جمعیت به کرسی |
| ------------------- | ------ | ---- | ------------------- | ------------ | ------------------ |
| آذربایجان شرقی      | ۱۳     | ۱۹   |                     | ۳٬۹۰۹٬۶۵۹    | ۱۹۶٬۰۳۲            |
| آذربایجان غربی      | ۹      | ۱۲   | ۱                   | ۳٬۲۶۵٬۲۱۹    | ۲۵۶٬۷۱۴            |
| اردبیل              | ۵      | ۷    |                     | ۱٬۲۷۰٬۴۲۰    | ۱۷۸٬۳۵۵            |
| اصفهان              | ۱۵     | ۱۹   | ۲                   | ۵٬۱۲۰٬۸۵۰    | ۲۵۶٬۸۰۵            |
| البرز               | ۲      | ۳    | ۳                   | ۲٬۷۱۲٬۴۰۰    | ۸۰۴٬۱۷۱            |
| ایلام               | ۲      | ۳    |                     | ۵۸۰٬۵۹۹      | ۱۸۵٬۸۶۶            |
| بوشهر               | ۴      | ۴    | ۱                   | ۱٬۱۶۳٬۴۰۰    | ۲۵۸٬۲۳۷            |
| تهران               | ۶      | ۳۵   | ۶                   | ۱۳٬۲۶۷٬۶۳۷   | ۳۴۸٬۰۹۶            |
| چهارمحال و بختیاری  | ۴      | ۴    | ۱                   | ۹۴۷۷۶۳       | ۲۲۳٬۸۱۵            |
| خراسان جنوبی        | ۴      | ۴    | ۱                   | ۷۶۸٬۸۹۸      | ۱۸۳٬۰۴۸            |
| خراسان رضوی         | ۱۲     | ۱۸   | ۲                   | ۶٬۴۳۴٬۵۰۱    | ۳۳۵٬۹۳۱            |
| خراسان شمالی        | ۳      | ۴    | ۱                   | ۸۶۷٬۷۲۷      | ۲۰۳٬۸۴۰            |
| خوزستان             | ۱۴     | ۱۸   | ۲                   | ۴٬۷۱۰٬۵۰۹    | ۲۵۱٬۷۶۲            |
| زنجان               | ۴      | ۵    |                     | ۱،۲۶۴٬۳۲۴    | ۲۰۳٬۱۴۶            |
| سمنان               | ۴      | ۴    |                     | ۷۰۲٬۳۶۰      | ۱۵۷٬۸۰۴            |
| سیستان و بلوچستان   | ۶      | ۸    | ۳                   | ۲٬۷۷۵٬۰۱۴    | ۳۱۶٬۷۹۰            |
| فارس                | ۱۵     | ۱۸   | ۲                   | ۵٬۸۵۴٬۷۰۰    | ۲۵۵٬۳۶۹            |
| قزوین               | ۳      | ۴    | ۱                   | ۱٬۲۶۴٬۵۶۵    | ۳۰۰٬۳۹۱            |
| قم                  | ۱      | ۳    | ۱                   | ۱٬۲۹۲٬۲۸۳    | ۳۸۳٬۸۹۰            |
| کردستان             | ۵      | ۶    | ۱                   | ۱٬۶۰۳٬۰۱۱    | ۲۴۸٬۹۴۰            |
| کرمان               | ۹      | ۱۰   | ۳                   | ۳٬۱۶۴٬۷۱۸    | ۲۹۳٬۸۹۸            |
| کرمانشاه            | ۶      | ۸    | ۱                   | ۱٬۹۵۲٬۴۳۴    | ۲۴۳٬۱۵۳            |
| کهگیلویه و بویراحمد | ۳      | ۳    |                     | ۷۱۳٬۰۵۲      | ۲۱۹٬۵۴۳            |
| گلستان              | ۶      | ۷    | ۱                   | ۱٬۸۶۸٬۸۱۹    | ۲۵۳٬۸۵۹            |
| گیلان               | ۱۱     | ۱۳   |                     | ۲٬۵۳۰٬۶۹۶    | ۱۹۰٬۸۳۶            |
| لرستان              | ۷      | ۹    | ۱                   | ۱٬۷۶۰٬۶۴۹    | ۱۹۴٬۹۱۵            |
| مازندران            | ۹      | ۱۲   | ۱                   | ۳٬۲۸۳٬۵۸۲    | ۲۵۶٬۱۶۱            |
| مرکزی               | ۶      | ۷    | ۱                   | ۱٬۴۲۹٬۴۷۵    | ۲۰۱٬۹۹۴            |
| هرمزگان             | ۳      | ۵    | ۲                   | ۱٬۷۷۶٬۴۱۳    | ۳۱۵٬۶۳۶            |
| همدان               | ۷      | ۹    |                     | ۱٬۷۵۸٬۲۶۸    | ۱۹۵٬۳۶۳            |
| یزد                 | ۴      | ۴    | ۲                   | ۱٬۱۳۸٬۵۳۳    | ۲۵۱٬۱۹۲            |
| اقلیت‌های دینی       | ۵      | ۵    |                     |              |                    |
| برآیند              | ۲۰۷    | ۲۹۰  | ۴۰                  | ۷۹٬۹۲۶٬۲۷۰   | ۲۷۵٬۱۳۷            |

### اسامی حوزه‌ها و تعداد کرسی
| نام حوزه انتخابیه                                              | تعداد کرسی |
| ابهر، خرمدره و سلطانیه                                         | ۱          |
| اراک، کمیجان و خنداب                                           | ۲          |
| اردبیل، سرعین، نمین و نیر                                      | ۳          |
| اردستان                                                        | ۱          |
| اردکان                                                         | ۱          |
| اردل، فارسان، کوهرنگ و کیار                                    | ۱          |
| ارزوئیه، بافت و رابر                                           | ۱          |
| ارومیه                                                         | ۳          |
| استهبان، نیریز و بختگان                                        | ۱          |
| اسدآباد                                                        | ۱          |
| اسفراین                                                        | ۱          |
| اسلام‌آباد غرب و دالاهو                                         | ۱          |
| اصفهان و ورزنه و کوهپایه و جرقویه و هرند                       | ۵          |
| اقلید                                                          | ۱          |
| الیگودرز                                                       | ۱          |
| اندیمشک                                                        | ۱          |
| اهر و هریس                                                     | ۱          |
| اهواز، باوی، حمیدیه و کارون                                    | ۳          |
| ایذه و باغملک و دزپارت                                         | ۱          |
| ایرانشهر، سرباز، دلگان، فنوج، بمپور، بنت، لاشار، آشار و آهوران | ۱          |
| ایلام، ایوان، شیروان، چرداول ، مهران و ملکشاهی                 | ۲          |
| آبادان                                                         | ۳          |
| آباده، بوانات ، خرم‌بید و سرچهان                                | ۱          |
| آستارا                                                         | ۱          |
| آستانه اشرفیه                                                  | ۱          |
| آمل                                                            | ۱          |
| بابل                                                           | ۲          |
| بابلسر و فریدونکنار                                            | ۱          |
| بجنورد، مانه و سملقان، گرمه، جاجرم و راز و جرگلان              | ۲          |
| بروجرد                                                         | ۲          |
| بروجن                                                          | ۱          |
| بستان‌آباد                                                      | ۱          |
| بم، ریگان، فهرج و نرماشیر                                      | ۱          |
| بناب                                                           | ۱          |
| بندر انزلی                                                     | ۱          |
| بندر ماهشهر، امیدیه و هندیجان                                  | ۱          |
| بندرعباس، قشم، ابوموسی، حاجی‌آباد و خمیر                        | ۳          |
| بندرلنگه، بستک و پارسیان                                       | ۱          |
| بوشهر، گناوه و دیلم                                            | ۱          |
| بوکان                                                          | ۱          |
| بویراحمد و دنا                                                 | ۱          |
| بوئین‌زهرا و آوج                                                | ۱          |
| بهار و کبودرآهنگ                                               | ۱          |
| بهارستان و رباط‌کریم                                            | ۱          |
| بهبهان و آغاجاری                                               | ۱          |
| بهشهر، نکا و گلوگاه                                            | ۱          |
| بیجار                                                          | ۱          |
| بیرجند و درمیان                                                | ۱          |
| پارس‌آباد و بیله‌سوار                                            | ۱          |
| پاکدشت                                                         | ۱          |
| پاوه، جوانرود، ثلاث باباجانی و روانسر                          | ۱          |
| پلدختر                                                         | ۱          |
| پیرانشهر و سردشت                                               | ۱          |
| تکاب و شاهیندژ                                                 | ۱          |
| تاکستان                                                        | ۱          |
| تبریز، آذرشهر و اسکو                                           | ۶          |
| تربت‌جام و تایباد                                               | ۱          |
| تربت‌حیدریه، مه‌ولات و زاوه                                      | ۱          |
| تفت و میبد                                                     | ۱          |
| تفرش و آشتیان                                                  | ۱          |
| تنکابن، رامسر و عباس‌آباد                                       | ۱          |
| تویسرکان                                                       | ۱          |
| تهران، ری، اسلامشهر و شمیرانات                                 | ۳۰         |
| جهرم و خفر                                                     | ۱          |
| جیرفت و عنبرآباد                                               | ۱          |
| چابهار، نیک‌شهر، کنارک و قصرقند                                 | ۱          |
| چناران و بینالود                                               | ۱          |
| خاش، میرجاوه، نصرت‌آباد و کورین                                 | ۱          |
| خدابنده                                                        | ۱          |
| خرم‌آباد و دوره                                                 | ۲          |
| خرمشهر                                                         | ۱          |
| خلخال و کوثر                                                   | ۱          |
| خمین                                                           | ۱          |
| خمینی‌شهر                                                       | ۱          |
| خواف و رشتخوار                                                 | ۱          |
| خوی و چایپاره                                                  | ۱          |
| داراب و زرین‌دشت                                                | ۱          |
| دامغان                                                         | ۱          |
| درگز                                                           | ۱          |
| دزفول                                                          | ۱          |
| دشت آزادگان و هویزه                                            | ۱          |
| دشتستان                                                        | ۱          |
| دشتی و تنگستان                                                 | ۱          |
| دلفان و سلسله                                                  | ۱          |
| دماوند و فیروزکوه                                              | ۱          |
| دورود و ازنا                                                   | ۱          |
| دهلران، دره‌شهر و آبدانان                                       | ۱          |
| رامهرمز و رامشیر                                               | ۱          |
| رامیان و آزادشهر                                               | ۱          |
| رزن                                                            | ۱          |
| رشت                                                            | ۳          |
| رفسنجان و انار                                                 | ۱          |
| رودبار                                                         | ۱          |
| رودسر و املش                                                   | ۱          |
| زابل، زهک، هیرمند، نیمروز و هامون                              | ۲          |
| زاهدان                                                         | ۲          |
| زرتشتیان                                                       | ۱          |
| زرند و کوهبنان                                                 | ۱          |
| زنجان و طارم                                                   | ۲          |
| ساری و میاندورود                                               | ۲          |
| ساوجبلاغ، طالقان و نظرآباد                                     | ۱          |
| ساوه و زرندیه                                                  | ۱          |
| سبزوار، جوین، جغتای، خوشاب، ششتمد و داورزن                     | ۲          |
| سپیدان و بیضا                                                  | ۱          |
| سراب                                                           | ۱          |
| سراوان، سیب و سوران و مهرستان                                  | ۱          |
| سروستان، کوار و خرامه                                          | ۱          |
| سقز و بانه                                                     | ۱          |
| سلماس                                                          | ۱          |
| سمنان، مهدی‌شهر و سرخه                                          | ۱          |
| سمیرم                                                          | ۱          |
| سنقر                                                           | ۱          |
| سنندج، دیواندره و کامیاران                                     | ۲          |
| سیرجان و بردسیر                                                | ۱          |
| شادگان                                                         | ۱          |
| شازند                                                          | ۱          |
| شاهرود و میامی                                                 | ۱          |
| شاهین‌شهر و میمه و برخوار                                       | ۱          |
| شبستر                                                          | ۱          |
| شوش                                                            | ۱          |
| شوشتر و گتوند                                                  | ۱          |
| شهربابک                                                        | ۱          |
| شهرضا و دهاقان                                                 | ۱          |
| شهرکرد،سامان و بن                                              | ۱          |
| شهریار                                                         | ۱          |
| شیراز و زرقان                                                  | ۴          |
| شیروان                                                         | ۱          |
| صومعه‌سرا                                                       | ۱          |
| طوالش، رضوانشهر و ماسال                                        | ۱          |
| علی‌آباد                                                        | ۱          |
| فردوس، طبس، سرایان و بشرویه                                    | ۱          |
| فریدن و فریدون‌شهر و چادگان و بوئین میاندشت                     | ۱          |
| فریمان و سرخس                                                  | ۱          |
| فسا                                                            | ۱          |
| فلاورجان                                                       | ۱          |
| فومن و شفت                                                     | ۱          |
| فیروزآباد، فراشبند و قیروکارزین                                | ۱          |
| قائمشهر، سوادکوه، جویبار، سوادکوه شمالی و سیمرغ                | ۲          |
| قائنات و زیرکوه                                                | ۱          |
| قروه و دهگلان                                                  | ۱          |
| قزوین، آبیک و البرز                                            | ۲          |
| قصرشیرین، سرپل ذهاب و گیلانغرب                                 | ۱          |
| قم و کهک و جعفرآباد                                            | ۳          |
| قوچان و فاروج                                                  | ۱          |
| کازرون و کوهچنار                                               | ۱          |
| کاشان و آران و بیدگل                                           | ۱          |
| کاشمر، کوهسرخ، خلیل‌آباد و بردسکن                               | ۱          |
| کرج                                                            | ۲          |
| کردکوی، ترکمن و بندر گز                                        | ۱          |
| کرمان و راور                                                   | ۲          |
| کرمانشاه                                                       | ۳          |
| کلیبر، خداآفرین و هوراند                                       | ۱          |
| کلیمیان                                                        | ۱          |
| کنگان، دیر، جم و عسلویه                                        | ۱          |
| کنگاور، صحنه و هرسین                                           | ۱          |
| کوهدشت                                                         | ۱          |
| کهگیلویه و بهمئی                                               | ۱          |
| کهنوج، رودبار جنوب، فاریاب، قلعه‌گنج و منوجان                   | ۱          |
| گچساران                                                        | ۱          |
| گرگان و آق‌قلا                                                  | ۲          |
| گرمسار، آرادان                                                 | ۱          |
| گرمی                                                           | ۱          |
| گلپایگان و خوانسار                                             | ۱          |
| گناباد و بجستان                                                | ۱          |
| گنبد کاووس                                                     | ۱          |
| لارستان و خنج و گراش و اوز و جویم                              | ۱          |
| لامرد و مهر                                                    | ۱          |
| لاهیجان و سیاهکل                                               | ۱          |
| لردگان،خانمیرزا و فلارد                                        | ۱          |
| لنجان                                                          | ۱          |
| لنگرود                                                         | ۱          |
| ماکو و شوط و پلدشت و چالدران                                   | ۱          |
| ماهنشان و ایجرود                                               | ۱          |
| مبارکه                                                         | ۱          |
| محلات و دلیجان                                                 | ۱          |
| مراغه و عجب‌ شیر                                                | ۱          |
| مرند و جلفا                                                    | ۱          |
| مرودشت، پاسارگاد و ارسنجان                                     | ۱          |
| مریوان و سروآباد                                               | ۱          |
| مسجدسلیمان، اندیکا، لالی و هفتکل                               | ۱          |
| مسیحیان ارمنی جنوب                                             | ۱          |
| مسیحیان ارمنی شمال                                             | ۱          |
| مسیحیان آشوری و کلدانی                                         | ۱          |
| مشکین‌شهر                                                       | ۱          |
| مشهد و کلات                                                    | ۵          |
| ملایر                                                          | ۲          |
| ملکان و لیلان                                                  | ۱          |
| ممسنی، رستم                                                    | ۱          |
| مهاباد                                                         | ۱          |
| مهریز و بافق و بهاباد و ابرکوه و خاتم و مروست                  | ۱          |
| میاندوآب، باروق و چهاربرج                                      | ۱          |
| میانه                                                          | ۲          |
| میناب، رودان، جاسک و سیریک                                     | ۱          |
| مینودشت، کلاله و مراوه‌تپه                                      | ۱          |
| نائین،خور و بیابانک                                            | ۱          |
| نجف‌آباد، تیران و کرون                                          | ۱          |
| نطنز و قمصر                                                    | ۱          |
| نقده و اشنویه                                                  | ۱          |
| نور و محمودآباد                                                | ۱          |
| نوشهر، چالوس و کلاردشت                                         | ۱          |
| نهاوند                                                         | ۱          |
| نهبندان و سربیشه                                               | ۱          |
| نیشابور، فیروزه و زبرخان                                       | ۲          |
| ورامین، پیشوا و قرچک                                           | ۱          |
| ورزقان                                                         | ۱          |
| هشترود و چاراویماق                                             | ۱          |
| همدان و فامنین                                                 | ۲          |
| یزد و اشکذر                                                    | ۱          |

## پی‌نوشت و منابع
1. ↑  «۲۹۰ نماینده از ۲۰۸ حوزه انتخابیه وارد مجلس می‌شوند». ایرنا. ۲۰ آبان ۱۳۹۸.
2. ↑  «جدول ۲۰۷ حوزهٔ انتخابیه مجلس دهم». ستاد انتخابات کشور. بایگانی‌شده از اصلی در ۲۳ مارس ۲۰۱۶. دریافت‌شده در ۶ مهٔ ۲۰۱۶.
3. ↑  «بررسی نسبت جمعیت حوزه های انتخابیه به تعداد نمایندگان مجلس شورای اسلامی». مرکز پژوهشها. بایگانی‌شده از اصلی در ۳۱ دسامبر ۲۰۱۹. دریافت‌شده در ۳۱ دسامبر ۲۰۱۹.
4. ↑  در مصوبهٔ سال ۱۳۷۸ استان البرز جزو استان تهران بوده‌است که در سال ۱۳۹۱ جدا شد
5. 1 2 3  در مصوبهٔ سال ۱۳۷۸ استان خراسان یکپارچه بوده‌است که در سال ۱۳۸۳ سه بخش شد

- «جدول حوزه‌های انتخابیه در انتخابات نهمین دورهٔ مجلس شورای اسلامی» (PDF). مرکز پژوهش و سنجش افکار صدا و سیما. بایگانی‌شده از اصلی (PDF) در ۵ اكتبر ۲۰۱۸. دریافت‌شده در ۲۰ ژوئیه ۲۰۱۵. تاریخ وارد شده در |archive-date= را بررسی کنید (کمک)
- «طرح اصلاح قانون تعیین محدودهٔ حوزه‌های انتخاباتی مجلس شورای اسلامی». مرکز پژوهش‌های مجلس شورای اسلامی. ۲۰ تیر ۱۳۹۱. بایگانی‌شده از اصلی در ۲۲ ژوئیه ۲۰۱۵. دریافت‌شده در ۲۰ ژوئیه ۲۰۱۵.